# Görmitz (Schiff)
Die Görmitz ist ein Seezeichenschiff des Wasserstraßen- und Schifffahrtsamtes Ostsee.

## Geschichte
Das Schiff wurde von der Fachstelle Maschinenwesen Nord für das damalige Wasser- und Schifffahrtsamt Stralsund bestellt. Es wurde unter der Baunummer 154 auf der Werft Genthin der SET Schiffbau- u. Entwicklungsgesellschaft Tangermünde gebaut. Die Kiellegung fand am 20. Mai 2003, der Stapellauf am 25. September 2004 statt. Die Fertigstellung des am 6. Dezember 2004 in Dienst gestellten Schiffes erfolgte am 3. Dezember des Jahres. Der Bau des Schiffes kostete rund 3,7 Mio. Euro.

## Einsatz
Das Schiff wird auf der Ostsee, dem Greifswalder Bodden, dem Peenestrom und dem Stettiner Haff für das Auslegen, Einholen und die Kontrolle von schwimmenden Seezeichen sowie Peilungen und wasser- bzw. gewässerkundliche Arbeiten eingesetzt. Weiterhin findet es für Personen- und Materialtransporte sowie Aufsichts- und Kontrollfahrten Verwendung. Das Schiff kann auch für das Schleppen kleinerer Fahrzeuge eingesetzt werden.
Der Rumpf ist eisverstärkt, das Schiff mit der Eisklasse „E1“ klassifiziert, so dass es auch zum Eisbrechen eingesetzt werden kann. Aufgebrochen werden kann Eis bis zu einer Dicke von 30 cm bei 2 kn konstanter Fahrt.

## Technische Daten und Ausstattung
Das Schiff wird von zwei Elektromotoren des Herstellers Franz Wölfer Elektromaschinenfabrik Osnabrück (Typ MODRF315M-4bb) mit jeweils 350 kW Leistung angetrieben. Die Motoren wirken über Getriebe auf zwei Ruderpropeller. Das Schiff erreicht eine Geschwindigkeit von 12 kn.
Für die Stromerzeugung sind zwei Generatoren mit 625 kVA Scheinleistung verbaut. Der Not- und Hafengenerator verfügt über eine Scheinleistung von 30 kVA.
Im Bug des Schiffes befindet sich ein Bugstrahlruder mit einer Leistung von 125 kW.
Die Decksaufbauten befinden sich im vorderen Bereich des Schiffes. Das Brückenhaus kann hydraulisch abgesenkt werden, damit flache Brücken passiert werden können. Die Durchfahrtshöhe beträgt dann 4,20 Meter. Im Achterschiffsbereich befindet sich das rund 96 m² große Arbeitsdeck. Das Schiff ist mit einem Deckskran ausgestattet, der sich direkt hinter dem Deckshaus befindet. Der Kran kann bei 7,2 m Auslage 5,5 t heben. Weiterhin verfügt das Schiff über einen Schlepphaken. Die Zugkraft beträgt 100 kN.